# Die Stunde der Vergeltung (1940)
Die Stunde der Vergeltung (Originaltitel The Son of Monte Cristo), auch Der Sohn von Monte Christo, ist ein US-amerikanischer Abenteuerfilm von 1940, bei dem Rowland V. Lee Regie führte. Der Film beruht auf dem Roman von Alexandre Dumas d. Ä. Der Graf von Monte Christo, der 1844/1845 in Paris veröffentlicht wurde.

## Handlung
Großherzogin Zona, die Herrscherin von Lichtenburg, befindet sich auf einer geheimgehaltenen Reise nach Frankreich, um Napoleons Hilfe zu erbitten. Der despotische General Gurko Lanen hat ihr Land besetzt und übt Kontrolle darüber aus. Lanen, der irgendwie Kenntnis von Zonas Abreise erhalten haben muss, verhaftet daraufhin ihren Verbündeten, den Ministerpräsidenten Baron von Neuhoff, und befiehlt seinen Soldaten, die Großherzogin zurückzubringen. Als die Häscher ihr schon dicht auf den Fersen sind, bekommt die junge Frau unerwartete Hilfe von einem Unbekannten, der sie in ein kleines Dorf und erst einmal in Sicherheit bringt. Den Verfolgern gelingt es jedoch, sie dort ausfindig zu machen und zurück nach Lichtenburg zu bringen. Der Unbekannte, der von Zona schon im ersten Moment beeindruckt war, folgt ihnen unbemerkt. Die Großherzogin hat keine Ahnung, dass es sich bei ihm um den Sohn des Grafen von Monte Christo handelt.
Lanen wartet schon auf den Grafen, von dem er sich 25 Millionen Dollar zur Ausrüstung seines Heeres verspricht. Bevor der Graf jedoch mit dem Diktator Kontakt aufnimmt, nimmt er beim Streifzug durch die Stadt die Unzufriedenheit der unterdrückten Bürger wahr und schließt sich heimlich einer Widerstandsbewegung an, die sich „Die Fackel“ nennt. Als er später mit Lanen spricht, tut er so, als ginge er auf seine Pläne ein. Spätabends hat der Graf dann noch ein Gespräch mit der Großherzogin und befreit in der Nacht als Mitglied der „Fackel“ einen für die Organisation wichtigen politischen Gefangenen aus dem Kerker.
Am nächsten Tag wohnt der Graf als wohlhabender Geldgeber einem Pakt Lanens mit dem russischen Botschafter, Prinz Pavlov, bei, der besagt, dass das kleine Land an Russland fällt, sobald Lanen als selbständiger Herrscher in Lichtenburg eingesetzt worden ist. Verkleidet als Mitglied der „Fackel“, kann der Graf dem Prinzen dieses Dokument jedoch wieder abjagen. Dadurch kommt Lanen ihm auf die Spur, da nur vier Personen von diesem Traktat wussten, nämlich er selbst, der russische Botschafter, sein treuer Untergebener Zimmermann und natürlich der Graf. Der landet daraufhin zusammen mit dem Offizier Fritz Dorner im Kerker.
Da Lanen sich sicher ist, dass ihn nun niemand mehr aufhalten kann, zwingt er die Großherzogin, einer Heirat mit ihm zuzustimmen. Diese glaubt, ihn durch ihre Zustimmung davon abbringen zu können, Rache am Grafen von Monte Christo zu üben. Als sie, bereits als Braut gekleidet, vor ihm steht, lehnt er ihre Bitte jedoch nur mit einer höhnischen Bemerkung ab. Inzwischen ist es jedoch Neuhoff und weiteren Mitgliedern der „Fackel“ gelungen, den Grafen und Dorner zu befreien. Neuhoffs Ratschlag, nach Frankreich zu fliehen, schlägt der Graf jedoch in den Wind und hat eine andere Idee. Unter die Hochzeitsgäste schmuggeln sich unbemerkt bewaffnete Anhänger der „Fackel“ und natürlich ist auch der Graf von Monte Christo unter ihnen. Kurz bevor das Jawort gegeben werden soll, kommt es zwischen Lanen und dem Grafen, dem wohl besten Fechter Frankreichs, zu einem Kampf auf Leben und Tod. Nach einem wohlgesetzten Stoß, stürzt der Diktator über die Brüstung und in sein Verderben.
Vor dem Altar geben sich nun zwei Menschen das Jawort, die sich wirklich lieben.

## Produktion und Hintergrund
Die Dreharbeiten begannen im Juni 1940, am 5. Dezember 1940 hatte der Film in New York Premiere. Am 10. Januar 1941 lief er dann allgemein in den Kinos der USA an. In der Bundesrepublik Deutschland kam der Film erstmals am 11. August 1950 mit einer Länge von 100 Minuten ins Kino. Verweis- bzw. Alternativtitel: Der Sohn von Monte Christo.
Laut einer Nachricht aus dem Jahr 1936 in der Zeitschrift Examiner war der Produzent Edward Small, der schon 1934 zusammen mit Rowland V. Lee und dem Schauspieler Robert Donat in der Hauptrolle den Film Das Rätsel von Monte Christo gedreht hatte, schon im Jahr 1936 bereit, diesen weiteren Film um den Grafen zu produzieren, wiederum mit Robert Donat. Das alles zog sich aber hin und die Dreharbeiten starteten dann erst im Jahr 1940.
Joan Bennett und Louis Hayward hatten bereits 1939 in einer Verfilmung von Alexandre Dumas d. Ä. zusammengearbeitet, nämlich in der Romanverfilmung Der Mann mit der eisernen Maske, der eine Oscarnominierung für die beste Originalfilmmusik erhalten hatte.

## Kritik
Das Lexikon des internationalen Films bestätigte dem Film: Flott gefilmtes Mantel- und Degen-Abenteuer mit angedeuteten Parallelen zum Kampf gegen die Diktatur des NS-Staats.
Bosley Crowther von der The New York Times verglich diese Verfilmung mit der von 1934, in der der Vater des jungen Grafen von Monte Christ agierte, und stellte fest, dass der jüngere Herr Dantes bei weitem nicht so beeindruckend sei wie sein alter Herr. Der Sohn von Monte Christo sei nur eine routiniert nacherzählte Geschichte eines herkömmlichen Mantel- und Degenfilms. Louis Hayward sei unscheinbar in der Rolle als Haudegens und Joan Bennett glanzlos. George Sanders Leistung sei immerhin körnig. Crowthers Fazit lautete dann auch: „Der alte Graf würde sich im Grab umdrehen.“

## Auszeichnungen
John DuCasse Schulze und Edward G. Boyle waren auf der Oscarverleihung 1942 für einen Oscar in der Kategorie „Bestes Szenenbild in einem Schwarzweißfilm“ nominiert. Die Trophäe ging jedoch an Richard Day, Nathan Juran und Thomas Little für das Filmdrama Schlagende Wetter.